# К.Т. Келлер
Кауфман Тума Келлер, широко відомий як К. Т. Келлер (англ. K. T. Keller, 27 листопада 1885, Маунт-Джой, США — 21 січня 1966, Лондон, Велика Британія) — американський виконавчий директор, який працював президентом Chrysler Corporation з 1935 року до 1950 року і головою правління з 1950 року до 1956 року. Він також відомий тим, що запропонував створити Детройтський Арсенал.

## Біографія

### Ранні роки
Кауфман Тума Келлер народився 27 листопада 1885 в місті Маунт Джой, штат
Пенсільванія, США. Його батько Закарія Келлер був фермером і розводив коней, мати — Керрі (Тума) Келлер. З раннього віку Кауфман допомагав батькові в коморі. Він вичісував коней і стежив за стійлами. У 13 років Келлер отримав свою першу роботу.
Під час літніх канікул він працював на підприємстві, що займається пошиттям хусток. На ньому працювало близько п'ятдесяти чоловік, більшу частину персоналу становили жінки. Кауфман шив на швейній машинці. Після того як закінчилися
канікули і почалося навчання в школі, він влаштувався в невелику компанію, яка
виробляла кухонне обладнання. Келлер працював у вільний від школи час, займаючись складанням побутової техніки. У наступному році він отримав перший досвід роботи з
перфоратором. Після закінчення школи в 1903 році Келлер покинув своє рідне місто. Він переїхав в Ланкастер для навчання в Wade Business College, який знаходився в 12 милях від Маунт Джой. Там він займався стенографією, машинописом, подвійний бухгалтерією і торговим правом. У 16 років йому запропонували роботу в місті Літіція і він став замислюватися про весілля з місцевою дівчиною, але його батько і дід були проти, оскільки, на їхню думку, він був ще малий і нічого не бачив в житті. Він мало де бував, а єдиним його подорожжю була поїздка по Філадельфії на машині з батьком. Тому сім'я купила Келлеру квиток другого класу на пароплав Olympic, який слідував до Великої Британії. Мати порадила сину не хвилюватися з приводу дівчини, оскільки подорож передбачало бути не довгим, довжиною в кілька тижнів. Для особистих потреб на час подорожі він отримав 50 доларів.
Шлях до Лондона зайняв три дні і одного разу, сидячи на палубі Кауфман познайомився з людиною, який запропонував йому роботу секретаря. За цю роботу він пропонував
зарплату сім з половиною доларів і оплату витрат на проживання. Цієї людини звали Джон Квінсі Адамс Генрі і він був баптистським пастором, євангелістом утримання. Кауфман вирішив, що ця робота допоможе йому зберегти гроші для весілля зі своєю дівчиною. Робота пастора, що найняв  Келлера полягала в розмові з різними людьми з алкогольною залежністю для того, щоб вони відмовилися від алкоголю і підписали письмову клятву. Кауфман перебував у поїздці вже шість тижнів, коли отримав лист від матері в якому говорилося, що його наречена вийшла заміж за іншого.
Келлер залишився у Великій Британії і в цілому пропрацював три роки з баптистських пастором. Він побував в різних місцях Сполученого королівства. Келлер подорожував по Британським островам, від Інвернесса до Уельсу. Він зупинявся в різних місцях і знайомився з різними людьми: був знайомий з лордом-мером Глазго, з головним ковалем верфі Swan Hunter & Wigham Richardson на річці Тайн, там він був свідком будівництва судна Mauretania. Келлеру вдалося познайомитися з шахтарями і брати участь в видобутку вугілля в місті Понтгаррег, Уельс. Все це було дивним досвідом для Келлера і посилювало його бажання працювати в промисловості.

### Автомобільна кар'єра
У 1906 році Келлер повернувся в США з п'ятдесятьма доларами. Він відправився в Піттсбург і влаштувався там на завод Westinghouse Machine Company помічником секретаря керуючого заводу, де отримував шістдесят п'ять доларів на місяць. На третьому місяці роботи, Келлер пішов до свого начальника містеру Бартону і сказав:
Містер Бартон, я тут не на своєму місці. У всіх тут є робота, яку я хотів би мати, вони раніше працювали на фабриці або вчилися в коледжі. У мене немає вищої освіти, у мене немає грошей, щоб отримати його, або батьків, щоб мені допомогти. Я хотів би стати учнем майстра.
Містер Бартон задовольнив прохання Келлера, він став учнем майстра з оплатою двадцять центів на годину, що було істотно нижче його зарплати секретаря. У 1907—1908 роках він працював в цехах, коли там виробляли двигуни для автомобілів Chalmers і Chalmers 30. Незабаром Келлер виріс до помічника головного механіка. Він працював в Westinghouse Machine Company з 1906 по 1910 рік. Потім містер Бартон і ще пара його колег переїхали в Детройт. Вони запустили завод з виробництва осей для автомобілів Chalmers і Hudson і запросили Келлера стати головним інспектором. Келлер прийняв пропозицію і став отримувати 150 доларів на місяць. Він працював кілька років на різних посадах в Metzger Motor Car Company і Hudson Motor Company
Келлер приєднався до General Motors Company (GMC) в 1911 році, і він працював загальним майстром-механіком в одному з підрозділів GMC, Buick Motor Company, з 1916 року до 1919 року. Там він познайомився з Волтером Крайслером, яким дуже захоплювався, що пізніше стало причиною його переходу в компанію Крайслера. Під час Першої світової війни Келлер на посаді головного механіка брав участь у створенні авіаційного двигуна Liberty L-12. У 1919 році Волтер Крайслер отримав посаду секретаря віце-президента в General Motors і знайшов посаду для Келлера. У 1921 році Келлера вибрали віце-президентом і генеральним директором Chevrolet (підрозділ General Motors) для того, щоб він здійснив реорганізацію компанії. Після виконання своєї роботи в 1924 році Кауфмана відправили реорганізувати канадський General Motors. постійні переїзди втомлювали Келлера і його дітей, в 1926 році він покинув General Motors і пішов працювати в Chrysler, де став віце-президентом.
У 1928 році Уолтер Крайслер купив Dodge, а Келлер почав реорганізовувати тільки що придбану компанію. У 1935 році
Кауфман Келлер став президентом Chrysler, на цій посаді він залишався до 1950 року а потім його головою правління до 1956 року. Смерть Уолтера Крайслера в 1940 році стала сильним ударом для Келлера. Під керівництвом Келлера Chrysler став другим серед найбільших автовиробників у світі, з обсягами продажів яких у 1947 р. перевищив 1 млрд дол. США. Крім того, Chrysler вперше впровадив багато стандартних технічних досягнень, включаючи двигуни з високим тиском та чотириколісні гідравлічні гальма. Під його керівництвом Chrysler отримав контракт від уряду США на ізоляцію урану-235, і він був ключовою фігурою в пропонуванні нікельованого пристрою для цього процесу, який дозволив би замінити більшу частину нікелю на менш дорогу сталь.

### Мангеттенський проєкт
Під керівництвом Келлера Chrysler брав участь в Мангеттенський проєкт. Одного разу полковник Едгар Гарбіш подзвонив Кауфману для того, щоб організувати зустріч із провідними фахівцями Мангеттенського проєкту: генералом Леслі Гровс, Кеннетом Николсом і Парсеваля Кейтом. Гарбіш натякнув Кауфману, що проєкт є секретним і попередив, що в деталі повинно бути присвячено якомога менше людей. Кауфман вибрав кілька помічників: віцепрезидента з проєктування Фреда Зедер і начальника відділу експлуатації Германа Веклера. на зустрічі в Детройті група, яка працювала над Мангеттенським проєктом, надала компанії Chrysler технічне завдання обладнання, яке потрібно виготовити. під
час зустрічі Келлер і інші співробітники компанії не знали над чим їм належить працювати.
Завдання Chrysler полягало у створенні дифузійних установок для збагачення урану. При їх виробництві було необхідна велика кількість нікелю, оскільки цей хімічний елемент не піддавався корозії у взаємодії з гексафторидом урану. Проблема була в тому, що споруда установок із чистого нікелю передбачала використання дворічного запасу цієї речовини в США, що було проблематично, оскільки нікель використовувався і на інших виробництвах. Однак доктор Карл Хойсснер, який працював у Chrysler, знайшов рішення. Він запропонував застосовувати тонкий гальванічний нікель, що дало змогу використовувати в тисячу разів менше нікелю при будівництві установок і тим самим зберегти запаси цієї речовини.
У 1943 році був укладений контракт на 75 мільйонів доларів між Урядом США та Chrysler на виробництво 3500 дифузійних установок для збагачення урану, які потім були розміщені на об'єкті К-25 в Оук-Рідж. Таким чином компанія Chrysler під керівництвом Келлера зробила важливий внесок у створення установок для збагачення урану в рамках Мангеттенського проєкту.

### Державна служба
Під час Другої світової війни Келлер запропонував створити Detroit Tank Arsenal, який виробляв техніку для потреб Армії США. Загалом з 1941 по 1945 рік було вироблено 25 тисяч танків, однак цей завод, крім того, випускав двигуни і частини
фюзеляжу для бомбардувальника B-29, гармати, а також інші військові вироби.
Після Другої світової війни президент Гаррі Трумен призначив Келлера головою Консультативного комітету президента з питань морської піхоти в 1947 році. Трумен також призначив Келлера на посаду директора Управління керованих ракет. За час роботи на цій посаді він отримав прізвисько The Missile Tzar (Цар ракет), а також особисто познайомився з Вернером фон Брауном. Результатом його роботи стало введення в експлуатацію першого в світі зенітного ракетного комплексу «Найк-Аякс», а також інших передових ракетних комплексів.
У 1956 році президентом США став Дуайт Ейзенхауер, і Келлер продовжував свою роботу протягом декількох місяців, проте незабаром він пішов оскільки його стиль керування не поєднувався з поглядами нової адміністрації. На цій посаді він пропрацював до 17 вересня 1956 року. У 1954 році він був одним із десяти видатних учених та промисловців, призначених до складу новоствореної науково-консультативної групи армії. Цей комітет складався з 60 вчених, інженерів і промисловців і надавав рекомендації міністру оборони США по науково-технічних питань. Келлер став членом комітету ще в 1951 році під час його освіти і був одним з його учасників. У 1960 році Келлер отримав статус почесного члена комітету, а в 1965 році став старшим консультантом. Він активно працював у цієї організації аж до своєї кончини. Крім того, Келлеру належить близько 10 патентів. Здебільшого це різні конструктивні рішення для автомобілів:
| №  | Номер патенту, дата реєстрація і компанія в якій він був розроблений | Назва винаходу                                            | Опис |
| -- | -------------------------------------------------------------------- | --------------------------------------------------------- | --- |
| 1  | US1547125A 1925.01.21 General Motors                                 | Valve manufacture                                         | Пропоноване пристрій клапана є простим, недорогим і надійним |
| 2  | US1587236A 1926.06.01 General Motors                                 | Steering wheel                                            | Конструкція рульового колеса дозволять зменшити витрати на виробництво, робить його більш міцним. |
| 3  | US1840106A 1932.01.05 Chrysler                                       | Transmission                                              | Основні характеристики цього винаходу: вдосконалена левередж трансмісії, що має чотири передавальних числа в прямому напрямку і передачу заднього ходу; практична безшумність при роботі на кожній окремій передачі. |
| 4  | US2345343A 1944.03.28 Chrysler                                       | Sprocket gear and method of making the same               | Даний патент пов'язаний зі способом поліпшення конструкції ведучого колеса і методів його виготовлення. |
| 5  | US2562618A 1951.07.31 Chrysler                                       | Grinding wheel knife sharpening attachment                | Пристосування для шліфувального круга, що дозволяє більш точно направляти руху леза ножа по поверхні кола. |
| 6  | USD162840S 1951.04.10 Chrysler                                       | Combination license plate holder and signal light housing | Конструкція, яка об'єднує номерний знак і сигнальну лампу. |
| 7  | US2610083A 1952.09.09 Chrysler                                       | Vehicle door with spare tire compartment                  | Сховище для запасних шин в автомобілі. Відсік доступний із зовнішнього боку транспортного засобу і не займає місце всередині салону                                                                                  |
| 8  | US2631886A 1953.03.17 Chrysler                                       | Spare tire mounting                                       | Поліпшення конструкції для установки і зберігання запасних коліс. |
| 9  | US2632668A 1953.03.24 Chrysler                                       | Limousine partition                                       | Патент відноситься до висувної перегородці автомобіля, яка відділяє передню частину від задньої. |
| 10 | US2675065A 1954.04.13 Chrysler                                       | Spring cushion structure                                  | Винахід стосується пружинам подушок, використовуваних в автомобільних сидіннях. |

З 1942 по 1962 рік Келлер був членом Комісії Детройтського інституту мистецтв, а
з 1953 по 1960 рік обіймав посаду її президента. Крім цього, він входив у суспільство засновників даної установи та був його меценатом. 21 січня 1966 року народження, перебуваючи в Лондоні у справах комісії, Кауфман Келлер у віці 80 років помер від коронарного тромбозу. У Келлера була сім'я: дружина Аделаїда (пішла з життя в 1961 році) і два сина, Роберт і Річард.

### Нагороди
За своє життя Келлер отримав багато нагород та відзнак. У 1946 році президент Трумен нагородив його медаллю «За заслуги» за внесок під час Другої світової війни. У 1954 році він отримав Нагороду за виняткову службу ВПС. Найбільша честь, якої він був удостоєний, відбулася в жовтні 1939 р., коли «Тайм» вшанував Келлера, написавши не лише статтю про його роботу з Chrysler, а ще й зобразивши його на обкладинці журналу.